# Somatina transvehens
Somatina transvehens är en fjärilsart som beskrevs av Louis Beethoven Prout 1918. Somatina transvehens ingår i släktet Somatina och familjen mätare. Inga underarter finns listade i Catalogue of Life.